# Жашків
Жа́шків — місто в Україні, в Уманському районі Черкаської області, адміністративний центр Жашківської міської громади. Розташоване на обох берегах річок Литвинка та Торч (притока Гірського Тікичу) за 65 км на північ від міста Умань. На західній околиці міста пролягає автошлях М05. Населення становить 13 242 особи (станом на 1 січня 2022 р.).

## Історія

### Стародавні часи
Перша згадка про Жашків виявлена в документах початку XVII століття, місто офіційно зазначене 16 жовтня (за старим стилем) 1636 року — повідомлення про те, що при впаданні річки Козина Рудка в річку Рава Жашківська, вище Скибин Греблі закладено городище. Також назва Жашків позначена на карті Гійома Лавассера Де Боплана. На той час належало до тетіївських володінь князів Острозьких.

### Новий час
Наприкінці XVIII століття поселення увійшло до складу Московської держави.
З 1796 року Жашків належав полякам — Григорію Закревському, за два роки — Яну Тарновецькому. Після смерті сина Тарновецького Яна, у 1852 році, Жашків був поділений на дві частини між сестрами Соломією Раковською та Палагеєю Чарковською.
1840 року Жашків віднесений до розряду містечок.
З кінця XIX століття у місті мешкало християн православних — 1533 осіб, католиків — 52 чол., єврейська громада — 556 осіб. 1862 року в Жашкові діяло дві церкви і три синагоги.
1860 року в Жашкові почала працювати цукроварня. На підприємстві 350 робітників, з них 260 вільнонайманих.

### На початку ХХ століття
1917 року Жашків увійшов до складу новоутвореної Української Народної Республіки (УНР).
Перша окупація комуністичної Москви у лютому-березні 1918 року не надто зачепила Жашків.
Після гетьманського перевороту й початку репресій гетьманського уряду й німецьких окупантів проти селянства 8.06.1918 партизанський загін з Жашкова прибув до недалекої Стрижавки для участі у повстанні проти гетьманської влади та німецьких окупантів.
Друга окупація комуністичної Москви, під яку Жашків потрапив у березні 1919 р., викликала там активний повстанський рух, спрямований проти неї.
З 1922 року Жашків в складі СРСР.

### Радянський період
1922 року в місті встановлена радянська влада. Місто ввійшло до складу СРСР.
Наприкінці 1922 року Жашків віднесено до Уманського повіту, а з квітня 1923 року — адміністративний центр новоутвореного Жашківського району Уманської округи.
Понад 5 тисяч мешканців Жашкова загинули під час Голодомору (1932—1933).
19 липня 1941 року Жашків був тимчасово окупований німецькими військами. 6 січня 1944 року місто зайняте військами 1-го Українського фронту.

### У незалежній Україні
1 грудня 1991 року мешканці міста в абсолютній більшості проголосували за відновлення державної незалежності України та вихід зі складу СРСР.
В місті розташований найбільший ринок худоби в Європі.
В Жашкові розташовані відділення Ощадбанку, «Приватбанку», Райффайзен Банку Аваль та молитовний будинок ЄХБ.
Є бюст Тарасу Шевченку, Меморіал слави, пам'ятник-знак воїнам-афганцям, символічна могила жертвам Голодомору та жертвам Чорнобиля, пам'ятник Леніну було демонтовано 21 лютого 2014 року.
Є декілька ресторанів: «Аскольд», «Боровичок», «Водограй», «Едельвейс», «Родичі».
Кафе: «Арт-кафе», «Глорія», «Смак», «Гості».

### Залізничний транспорт
Станція Жашків — залізнична станція Південно-Західної залізниці. Залізниця неелектрифікована, проте в сезон перевозить досить багато пасажирів та вантажу. Мова про електрифікацію ще не йшла через тупиковість станції.
Залізничне полотно пролягає в бік Погребища. Пасажирський рух представлений дизель-поїздом Жашків-Погребище-Козятин і зворотно.
За проєктом, станція не мала бути тупиковою, навіть велись земляні роботи в районі села Виноград, фактично мав бути наскрізний руху з Рівного, Козятин на Черкаси, але планам завадила Друга світова війна.

### Автомобільний транспорт

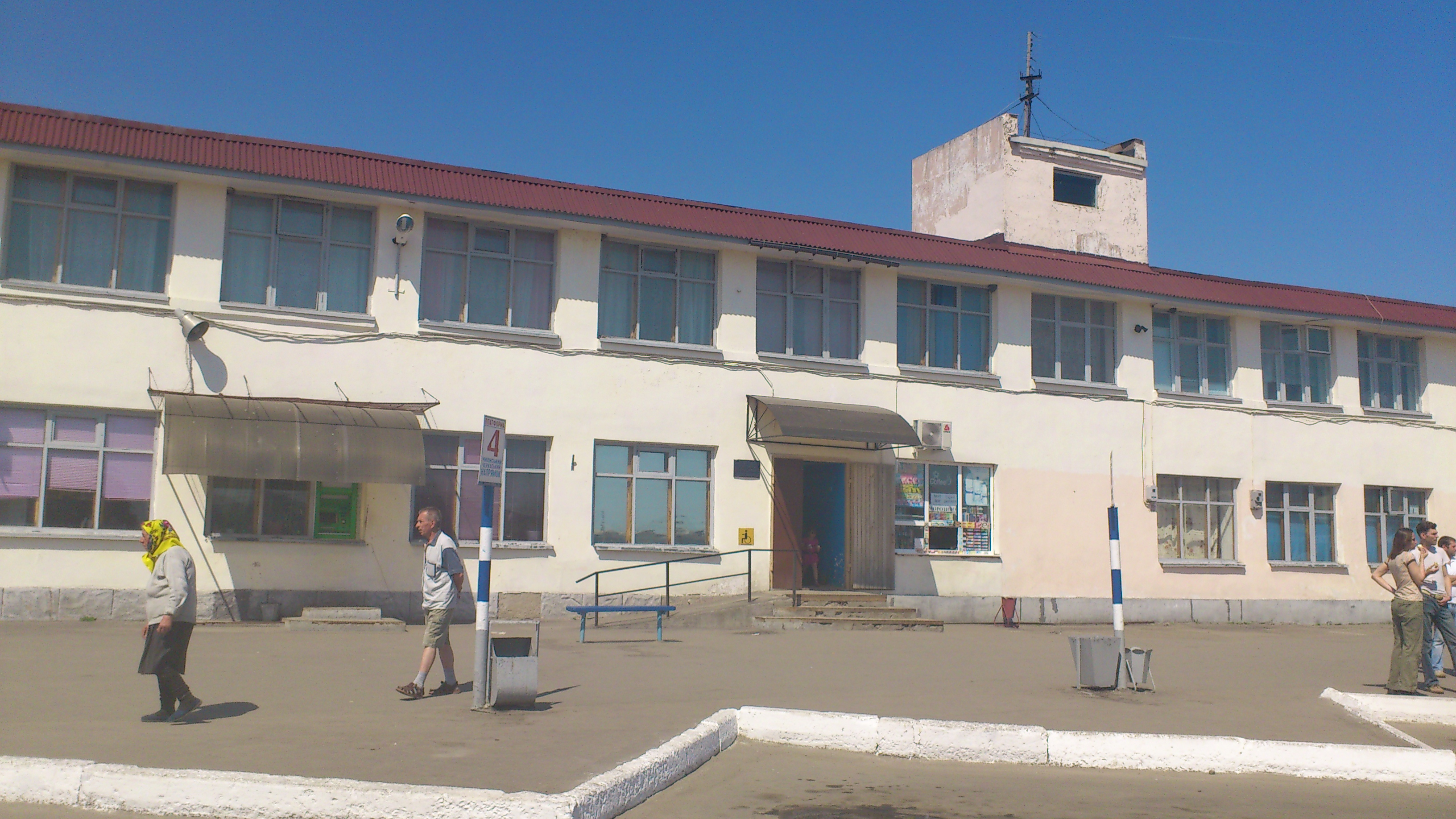
Автостанція Жашкова

Є автобусне сполучення з містами Київ, Одеса, Миколаїв, Біла Церква, Тальне, Черкаси, Кропивницький.

### Охорона здоров'я
У Жашкові розташована Центральна районна лікарня та багато аптек.

### Освіта
У Жашкові п'ять загальноосвітніх шкіл 1-3 ступенів (державні), шість дитсадків, музична школа, Жашківський аграрно-технологічний професійний ліцей.

### Культура
Будинок дитячої та юнацької творчості, два будинки культури, стадіон, кінотеатр, три бібліотеки, історичний музей, п'ять церков. 
Від 2006 року діє унікальний Дім гармоніки створений музикантом Сухим Іваном Івановичем.
У Жашкові існує футбольний клуб «Жашків», котрий раніше йменувався ФК «Колос», який веде боротьбу у ІІ лізі Черкаської області.
З 2002 року створена дитячо-юнацька футбольна школа, а з 2003 року діє громадська організація спортивний клуб «Альянс», вихованці якого, юні боксери, демонструють високі результати та стають переможцями змагань всеукраїнського та міжнародного рівнів.
Творчі здібності юних жашківчан розвиває Жашківська музична школа, Будинок дитячої і юнацької творчості та різні гуртки.
У місті постійно видається газета «Жашківщина», а також з 2002 року працює місцеве телебачення — ТРК «Жасмін».
У Жашкові змагаються в різних змаганнях 5 шкіл, різних ступенів і різні баскетбольні, футбольні, волейбольні команди.
Наприклад в школі №1 найбільше дітей, а в школі № 4 найменше дітей.
Також діють 6 дитячих садочків (за виключенням приватних установ).

## Населення
Населення — 14,4 тисяч осіб (2011) (15,8 тис. у 2005, 15,6 тис. у 2001 та 13,7 тис. у 1972 роках).

### Національний склад
Розподіл населення за національністю за даними перепису 2001 року:
| Національність  | Відсоток |
| --------------- | -------- |
| українці        | 96,23 %  |
| росіяни         | 2,14 %   |
| цигани          | 0,78 %   |
| білоруси        | 0,25 %   |
| вірмени         | 0,18 %   |
| інші/не вказали | 0,42 %   |

### Мова
Розподіл населення за рідною мовою за даними перепису 2001 року:
| Мова            | Кількість | Відсоток |
| --------------- | --------- | -------- |
| українська      | 15270     | 97.34%   |
| російська       | 314       | 2.00%    |
| циганська       | 40        | 0.25%    |
| вірменська      | 25        | 0.16%    |
| білоруська      | 20        | 0.13%    |
| румунська       | 5         | 0.03%    |
| болгарська      | 1         | 0.01%    |
| інші/не вказали | 12        | 0.08%    |
| Усього          | 15687     | 100%     |

## Засоби масової інформації
| №п/п | Частота, МГц | Назва         | Потужність, кВт | Адреса вежі       | Передавач           |
| ---- | ------------ | ------------- | --------------- | ----------------- | ------------------- |
| 1    | 105.4        | Радіо Промінь | 1               | шосе М-05, 148 км | вежа ТОВ «Укртауер» |
| 2    | 105.9        | Країна ФМ     | 0,1             | шосе М-05, 148 км | вежа ТОВ «Укртауер» |

## Пам'ятки
- Жашківський заказник — ентомологічний заказник місцевого значення.

## Відомі люди
У місті народилися :
- Братчук Олександр Петрович (1967—2022) — солдат Збройних сил України, учасник російсько-української війни.
- Докія Гуменна — письменниця.
- Зайцев Олег Григорович (1974 — 2022) — молодший лейтенант Головного управління розвідки Міністерства оборони України, учасник російсько-української війни, Герой України.
- Василь Сліпачук — письменник.
- Яків Красножон — скульптор, член спілки художників.
- Лев Омельченко — шахіст.
- Фінланд Максвелл — американський інфекціоніст, дослідник застосування антибіотиків для лікування туберкульозу.
- Денисов Олександр Мирославович — український військовик.
- Лисак Віктор Павлович — український кінооператор.
- Світлана Заліщук — журналіст, народний депутат України 8-го скликання.
- Панасюк Максим Ігорович (1993—2022) — солдат Збройних сил України, учасник російсько-української війни.
- Платмір Ярослав — солдат Збройних сил України, учасник Війни на сході України.
- Семюел Крамер — американський сходознавець.
- Таращук Віра Петрівна (1936—1980) — українська астрономка, лауреатка Премії НАН України імені М. П. Барабашова.
- Шмуель Даян — ізраїльський політик, Віце-спікер Кнесету (1955—1959).
- Кравченко Віталій Олегович (1990—2015) — український військовик, учасник Війни на сході України.

## Цікаві факти
- Поблизу міста виявлено залишки поселення черняхівської культури.
- Під центральною частиною міста з давніх часів збереглися малодосліджені підземні ходи.
- По сюжету українського фільму "Дон Жуан із Жашкова" (2024). Деякі події відбуваються у Жашкові.

## Галерея

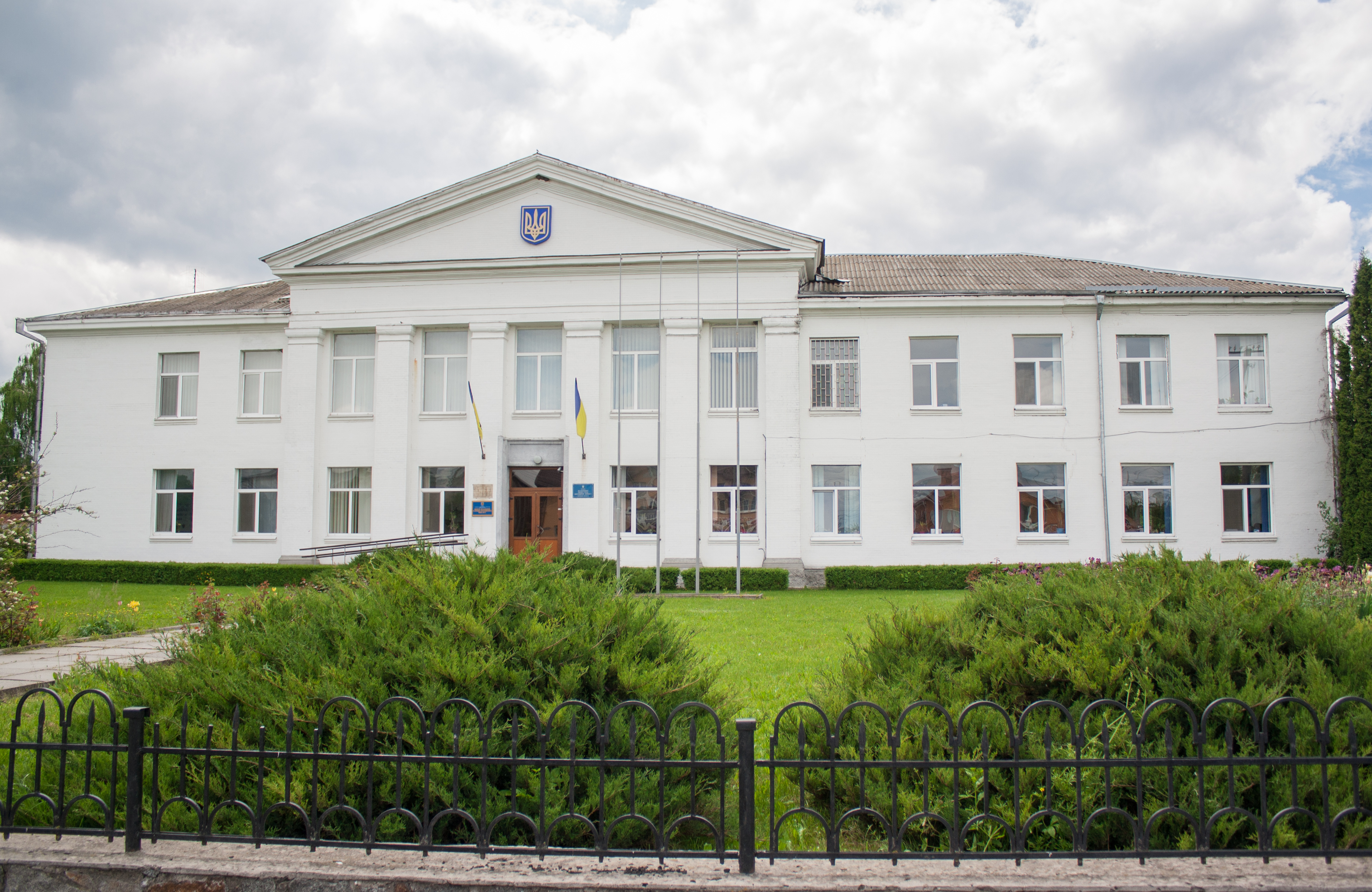
Міська рада
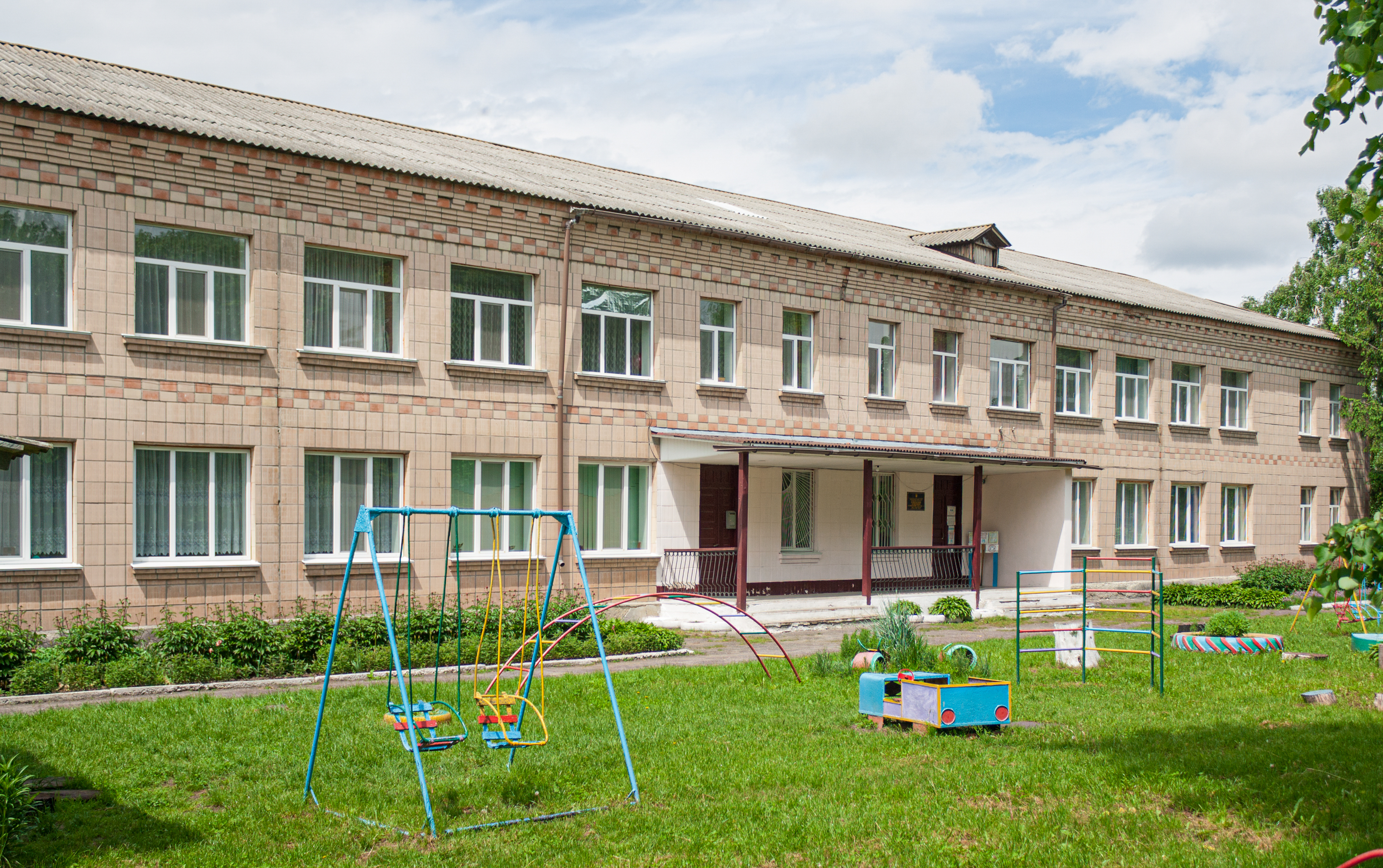
Дитсадок №1
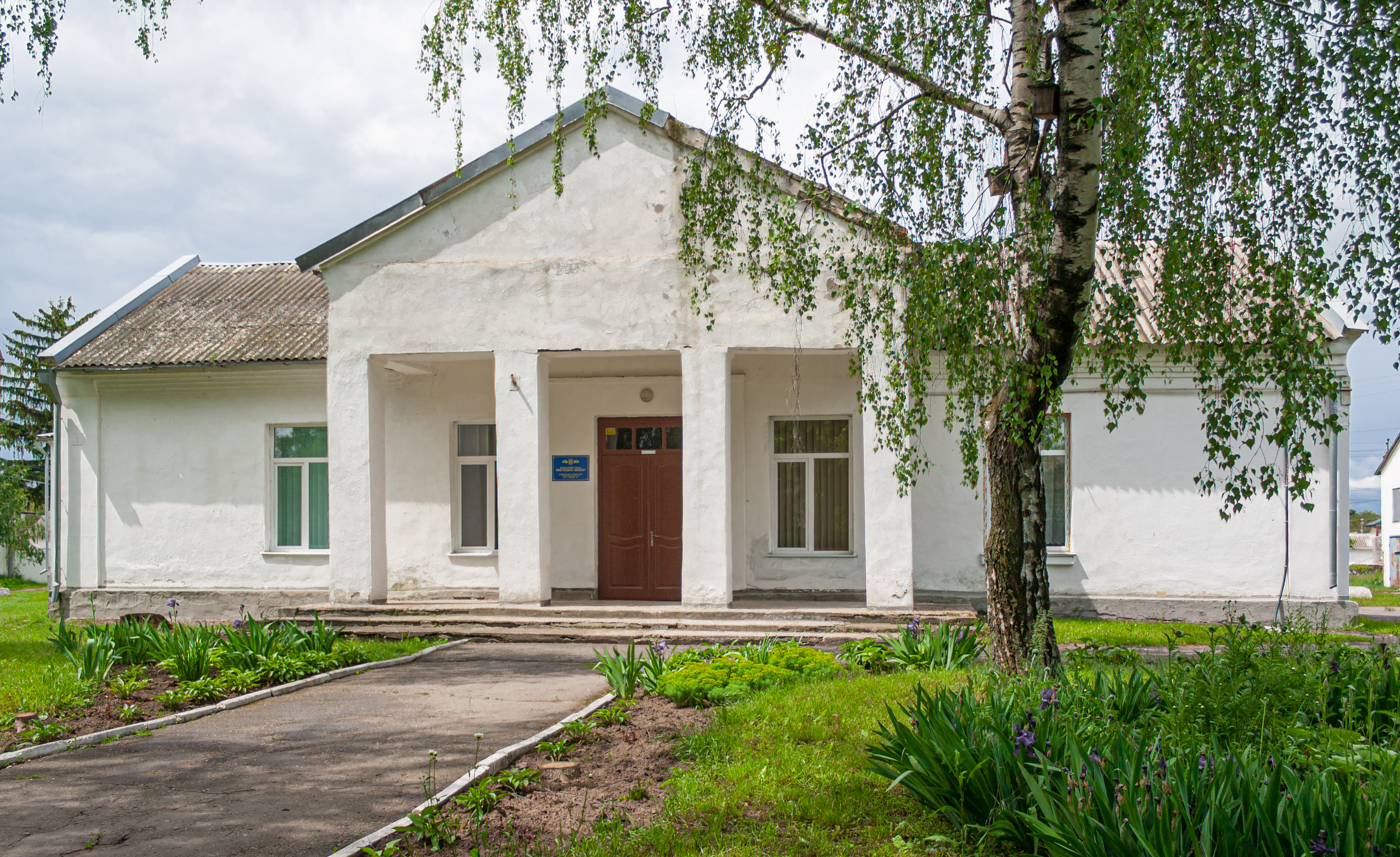
Мистецька школа
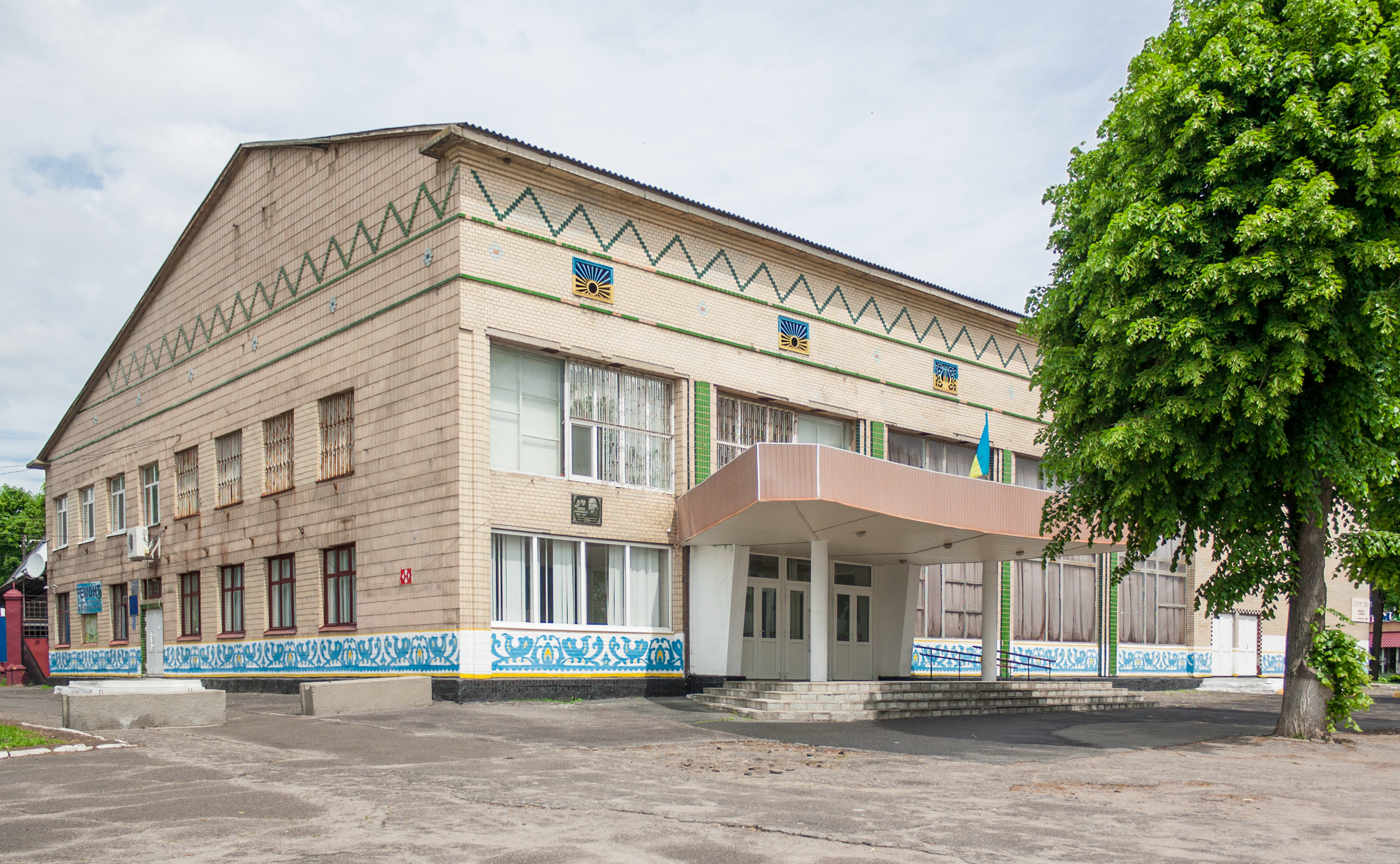
Будинок культури
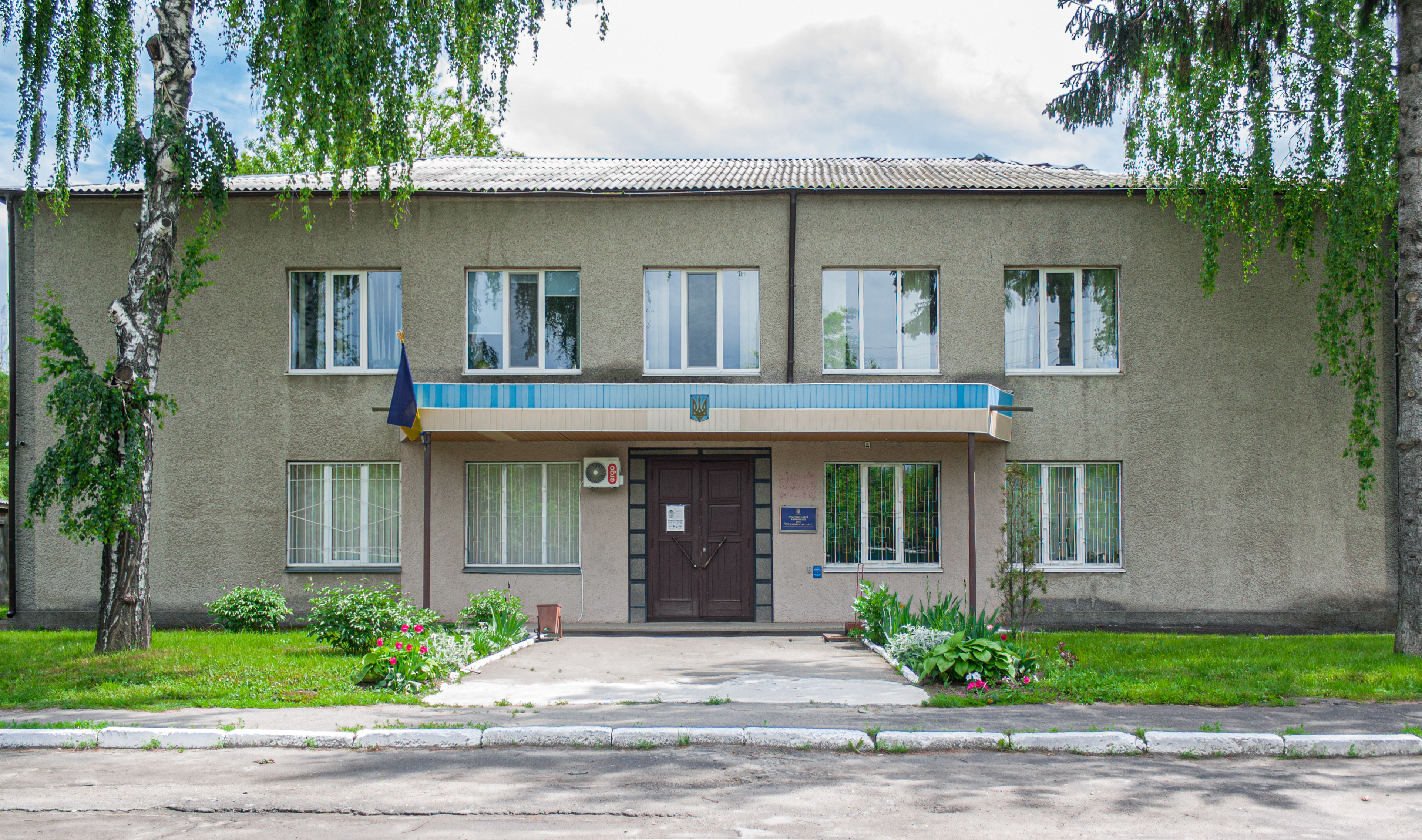
Районний суд
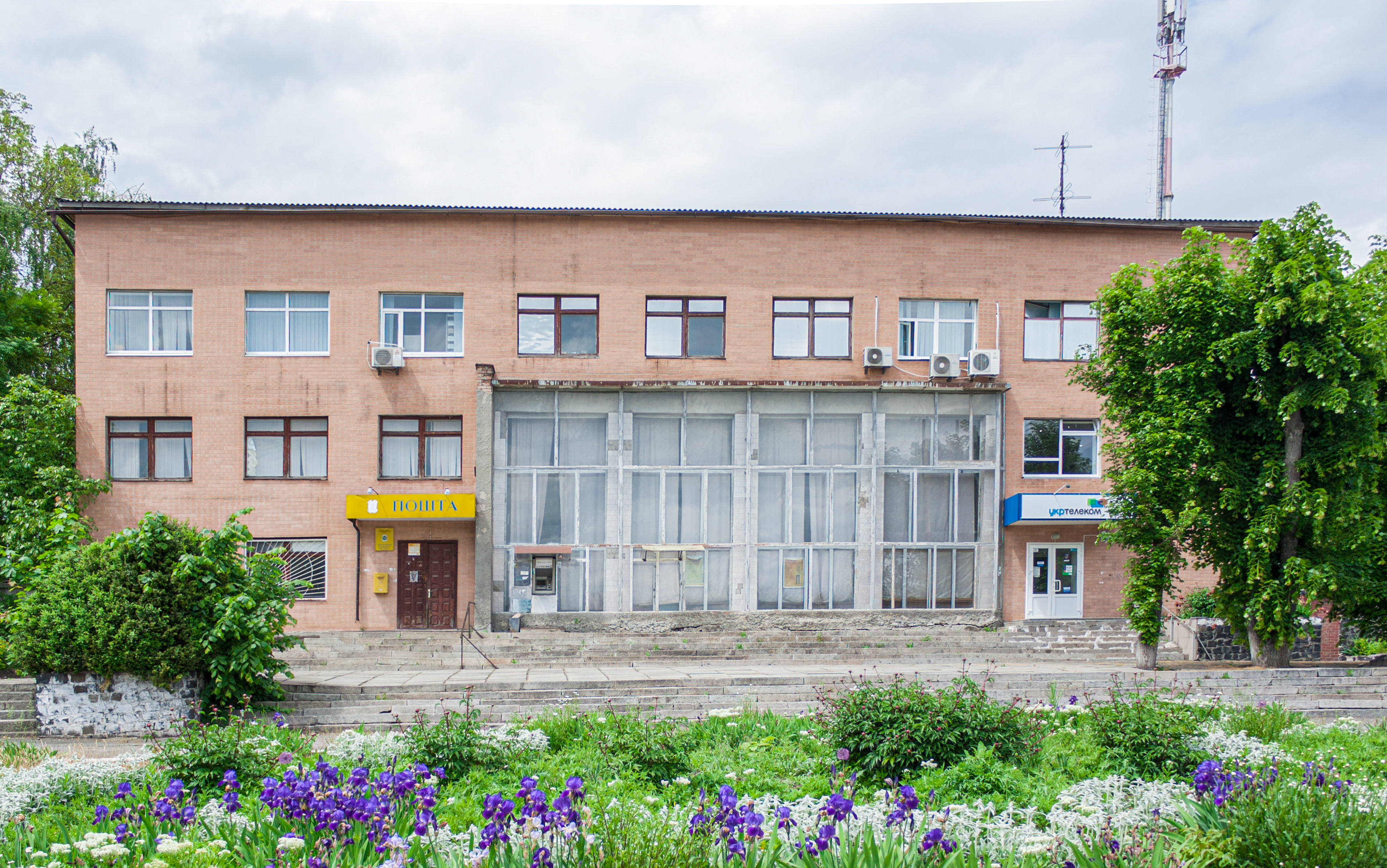
Пошта
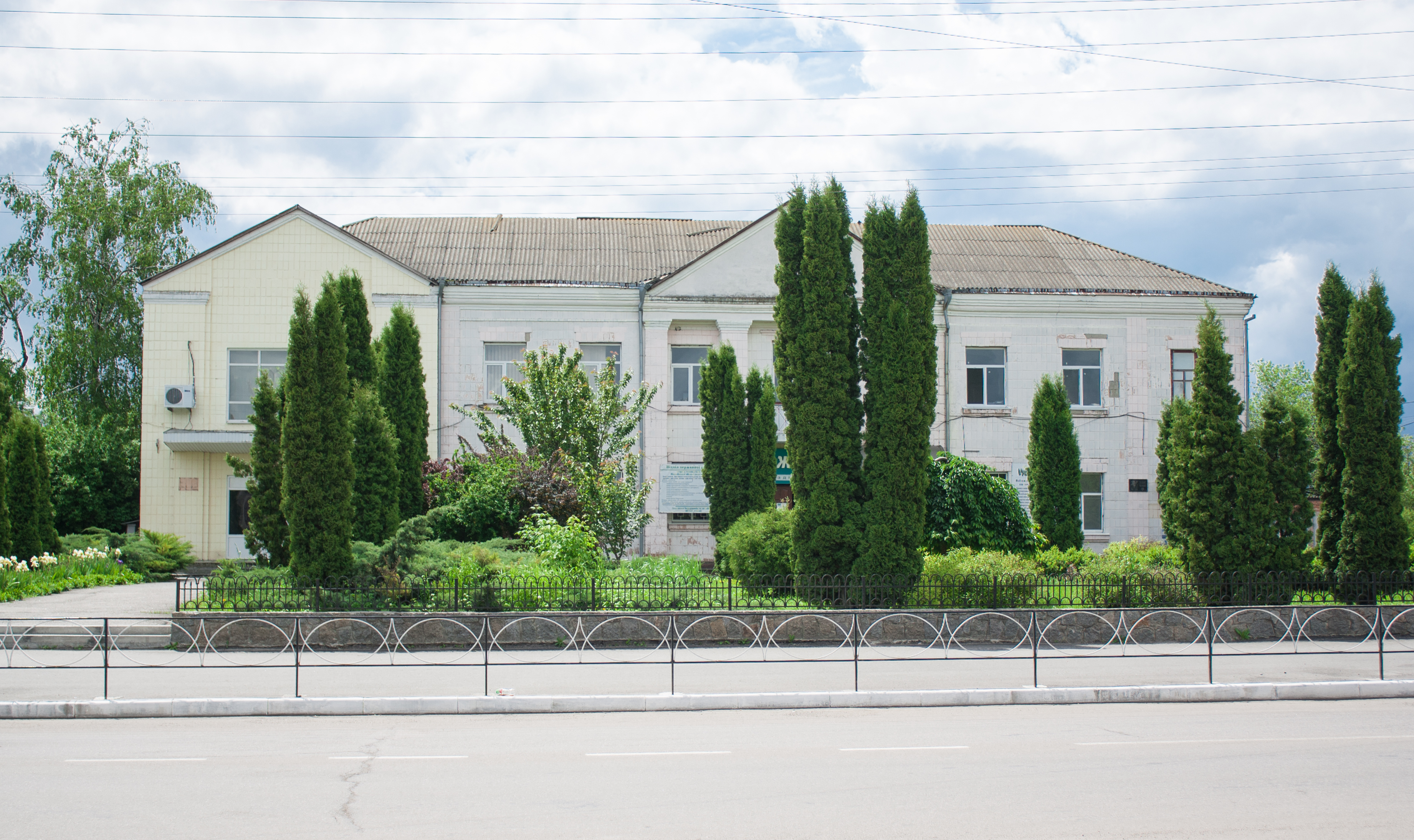
ТРК "Жасмін"
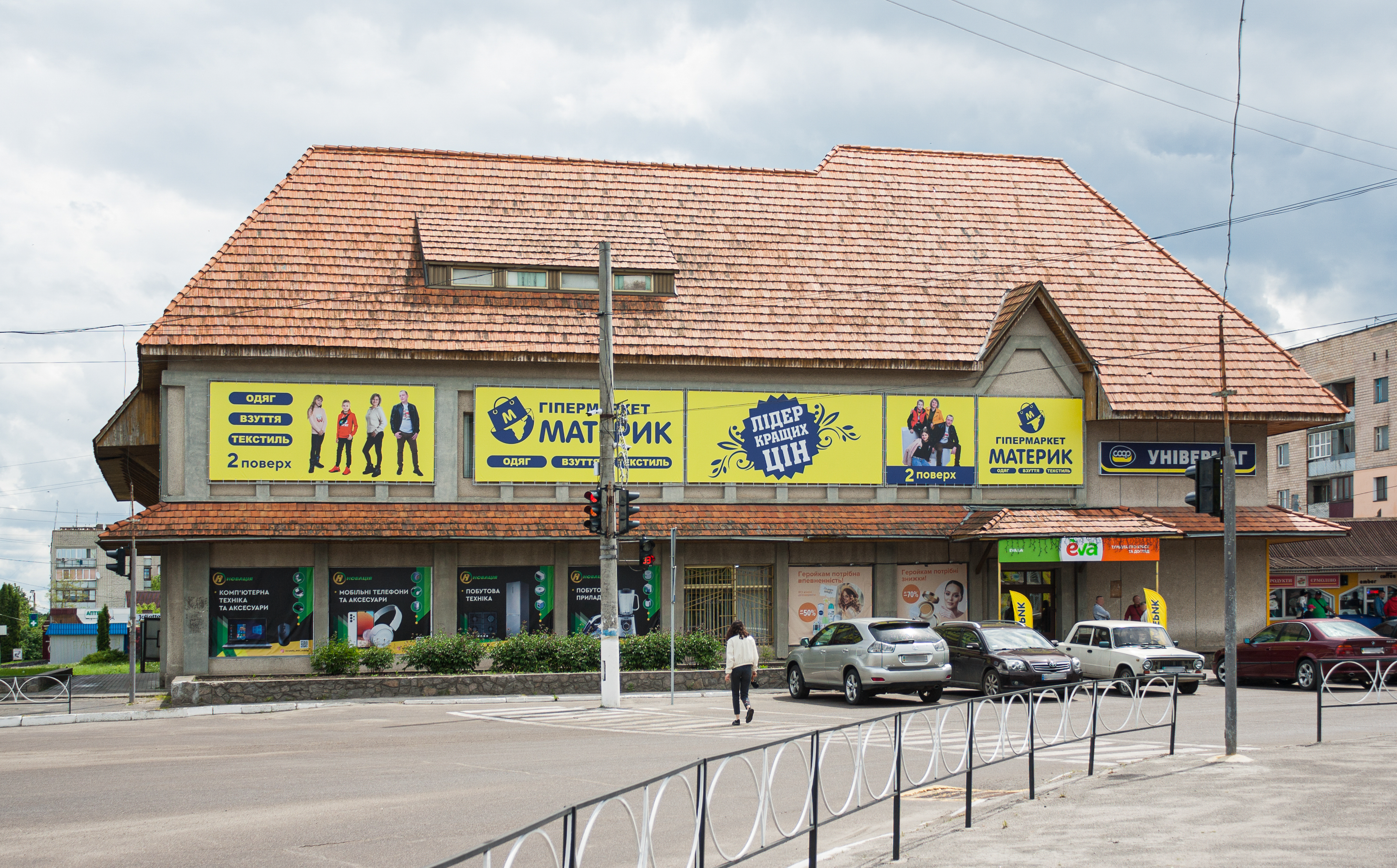
Універмаг
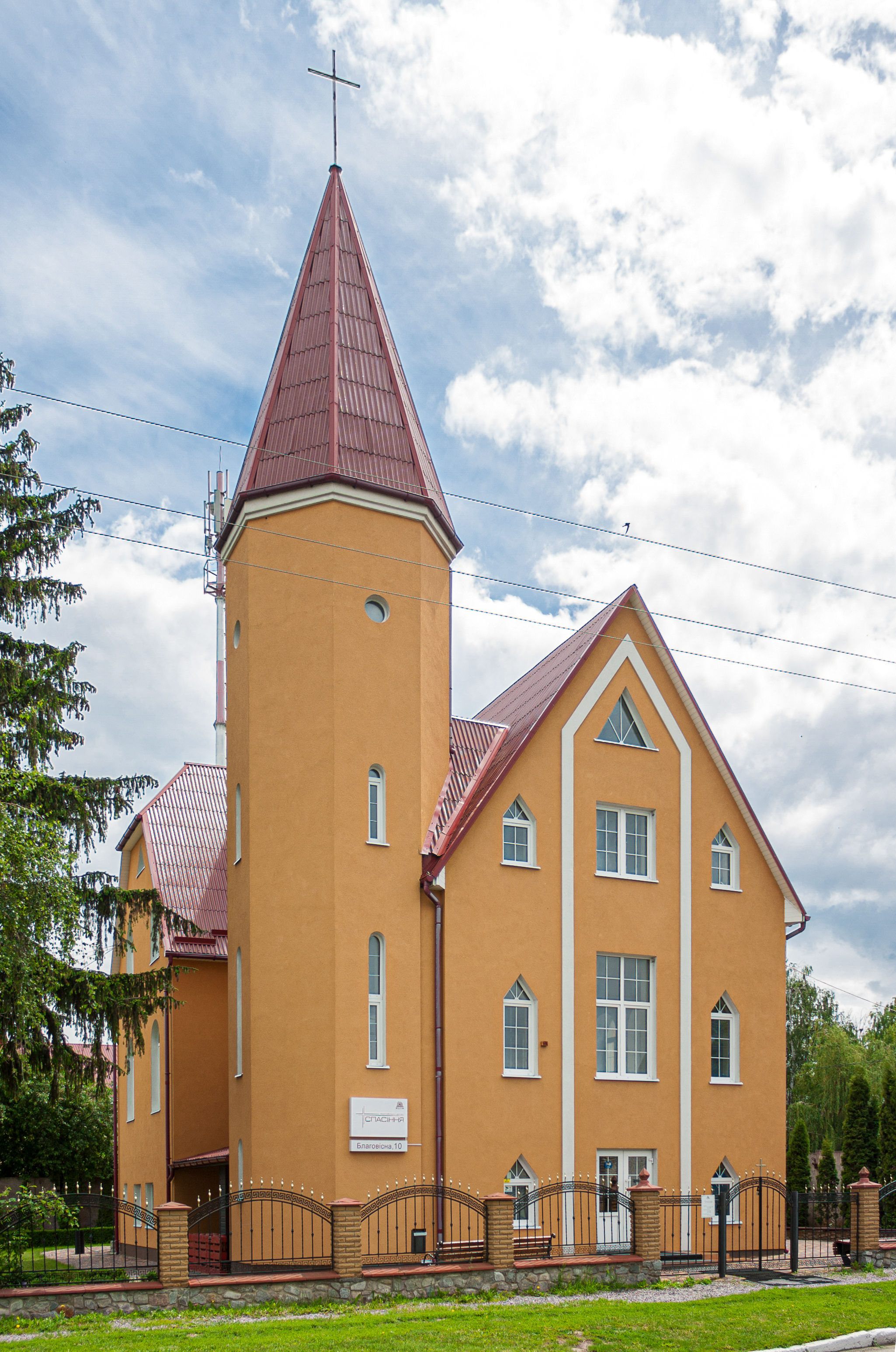
Дім молитви
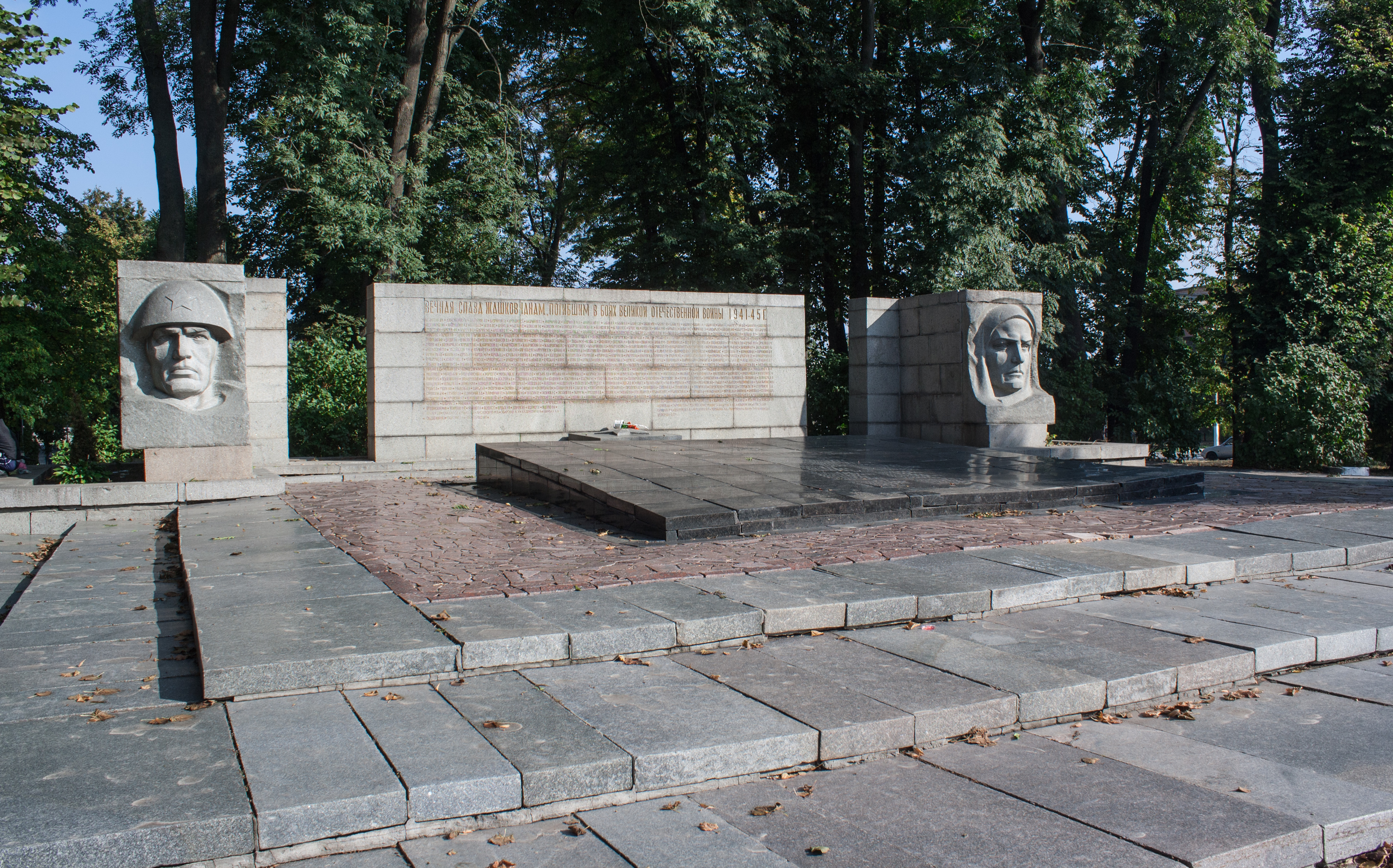
Меморіал Слави
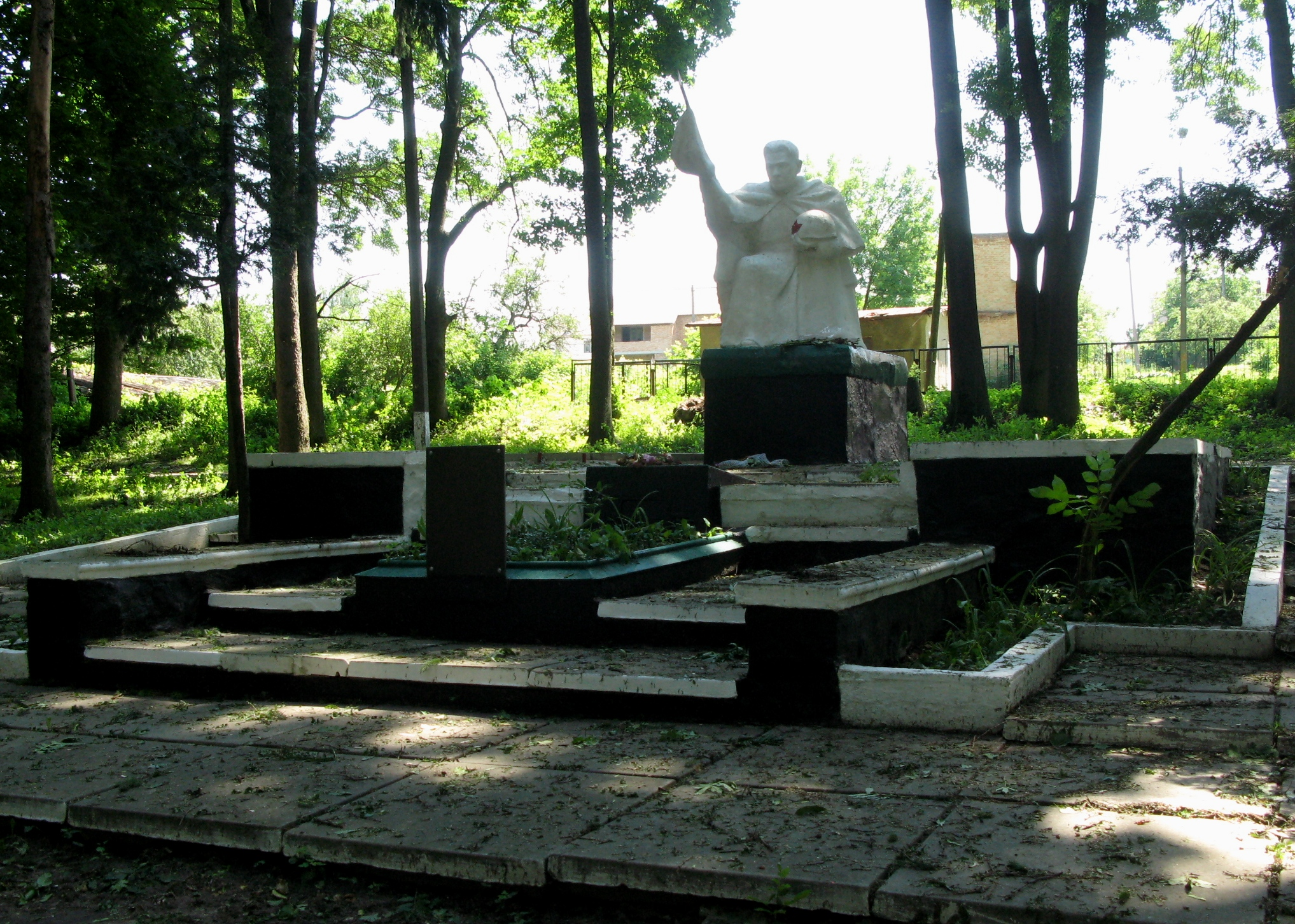
Братська могила радянських воїнів
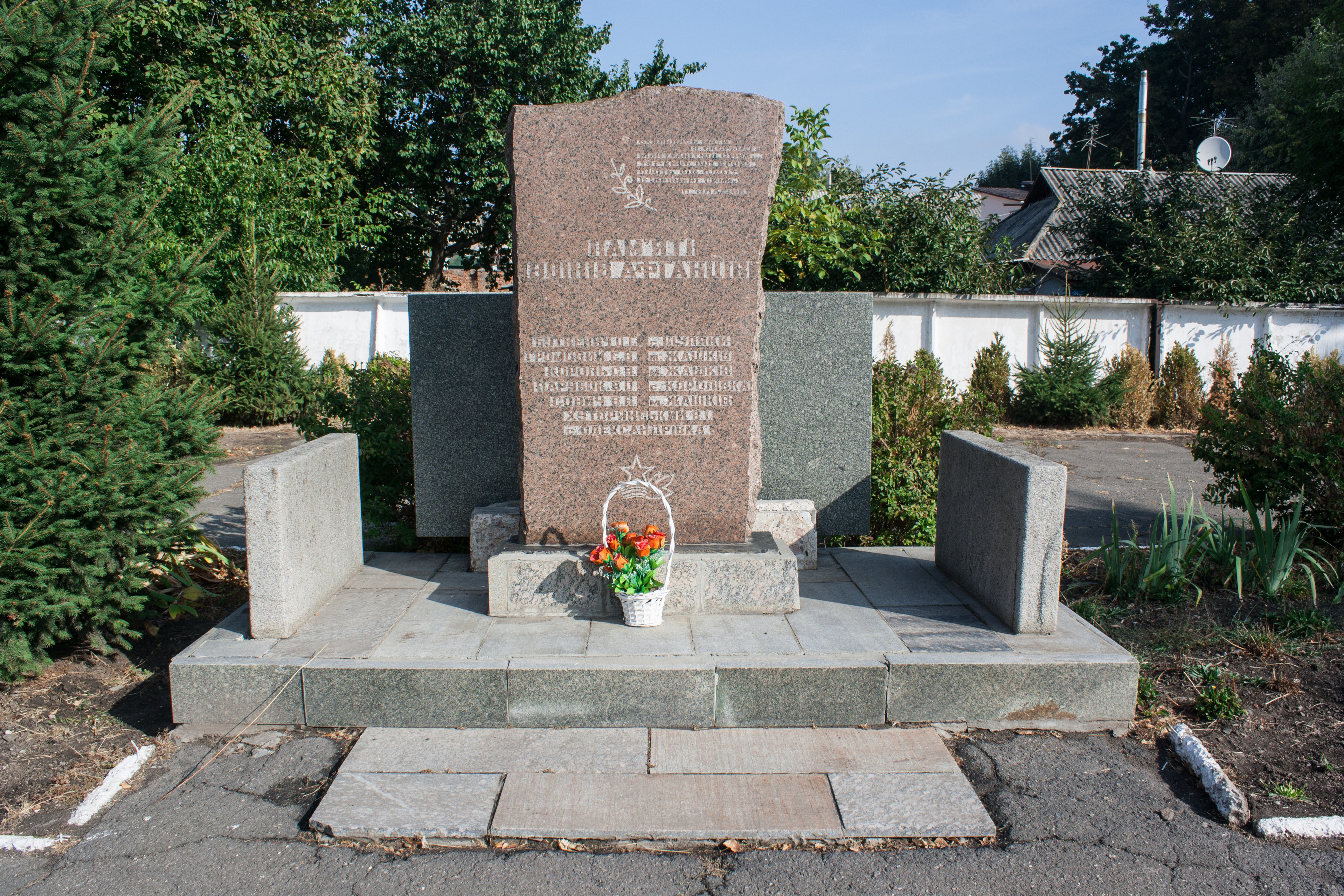
Пам’ятний знак воїнам-афганцям